# Licap
Licap is sedert 2014 onderdeel van Uitgeverij Halewijn N.V.  De uitgeversactiviteiten concentreren zich vooral op educatieve en religieuze vlak. 
Licap is uitgever van de schoolagenda’s, de leerplannen en de leerlingennotities voor het katholiek onderwijs. “Verklaringen van de bisschoppen”, “Missalen en rituale” en “Wereldkerkdocumenten” (waaronder encyclieken en exhortaties) zijn de voornaamste religieuze uitgaven.
Licap geeft ook diverse tijdschriften uit:
- Liturgische suggesties voor de zondagen
- Homiletische suggesties voor de zondagen
- Liturgische suggesties voor de weekdagen
- Intercontact, tijdschrift van het Interdiocesaan Centrum
- Caritas Nieuwsbrief, tweemaandelijks tijdschrift van Caritas
- Tijdschrift voor Geestelijk Leven (TGL), verschijnt 4 keer per jaar

Nog enkele uitgaven van Licap zijn:
- schoolagenda's
- leerpan rooms-katholieke godsdienst

- NBN-Normen, Efficiënt en volgens de normen rapporteren en Rapporteren-Voorschriften en nuttige wenken

Naast de uitgeverij beschikt Licap ook over een afdeling Guimard Graphic Design, Guimard Copy- en printservice en  Guimard Boekhandel.